# Oberweis
Oberweis est une municipalité allemande située dans le land de Rhénanie-Palatinat et l'arrondissement d'Eifel-Bitburg-Prüm.

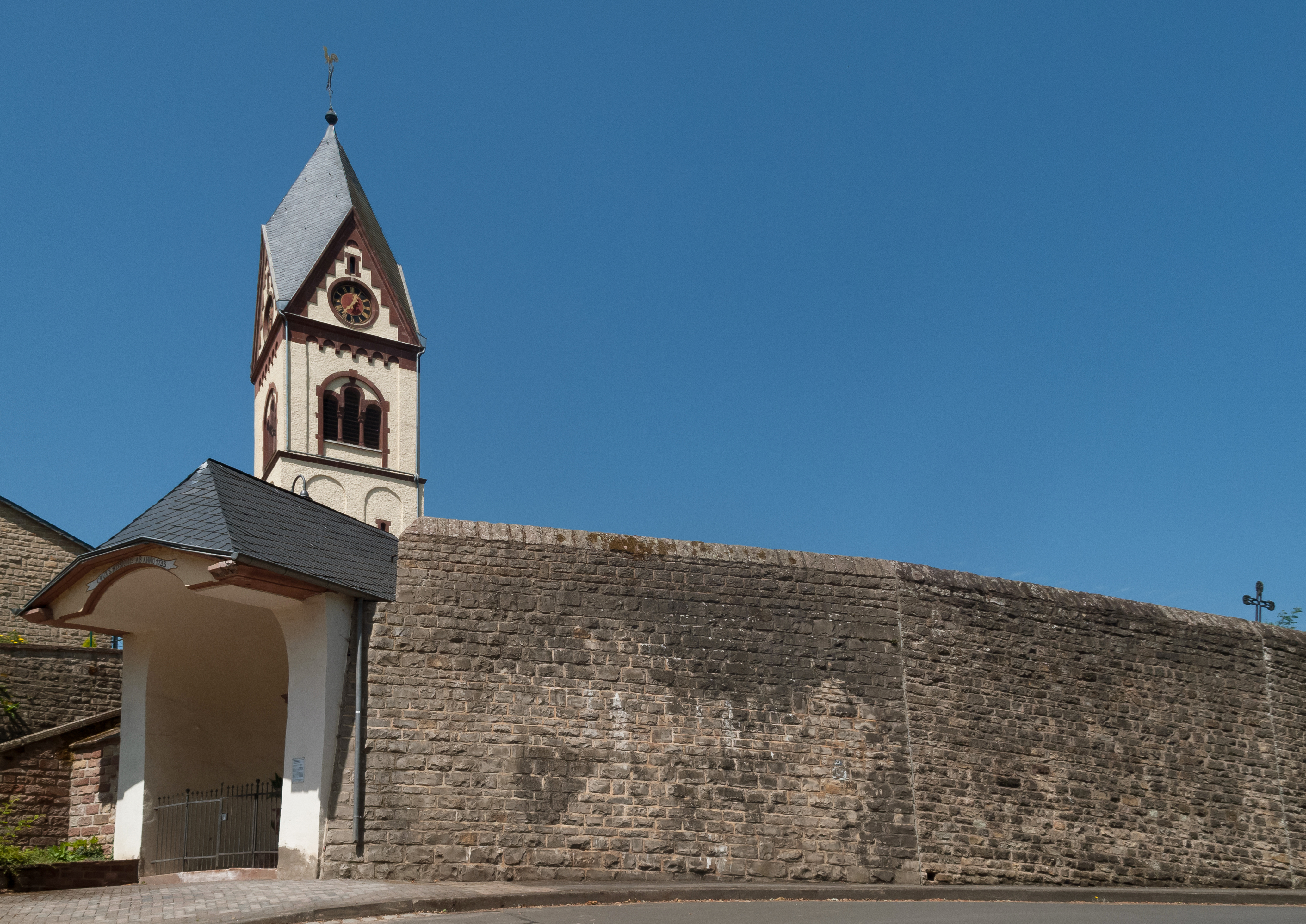
Oberweis, tour de l'église (katholische Pfarrkirche Sankt Remigius)